# Харш Лавелю
Харш Лавелю (на унгарски: Hárslevelű) е висококачествен винен сорт грозде, с произход от Унгария. Добри добиви дава на леки скелетни почви с добро изложение, защитени от вятъра, с повишена атмосферна влажност. Чувствителен на гниене. Има висока захарност при топла есен.
От гроздето на сортовете Фурминт и Харш Лавелю в смес се получават прочутите унгарски вина Токай. Те се отличават с красив светлозлатист до тьмноянтарен цвят, приятен плътен вкус с меден оттенък и сложен фин букет. Използва се и в производството на сладки вина в Словакия и Австрия.